# Спасибо за вашу службу (фильм)
«Спаси́бо за ва́шу слу́жбу» (англ. Thank You for Your Service) — американская биографическая военная драма 2017 года, основанная на одноимённом романе Дэвида Финкеля. Режиссёрский дебют Джейсона Холла, выступившего также сценаристом. Фильм посвящён посттравматическому стрессовому расстройству (ПТСР), которым страдают солдаты Соединённых Штатов, вернувшиеся с войны в Ираке и пытающиеся приспособиться к нормальной жизни.
Мировая премьера состоялась на Heartland Film Festival 15 октября 2017 года. Премьера фильма в кинотеатрах США состоялась 27 октября 2017 года.

## Сюжет
Три американских солдата возвращаются с войны в Ираке и пытаются приспособиться к нормальной жизни со своими семьями, а также справиться со стрессовыми воспоминаниями о войне.

## В ролях
| Актёр               | Роль                                |
| ------------------- | ----------------------------------- |
| Майлз Теллер        | сержант Адам Шуманн                 |
| Хейли Беннетт       | Саския Шуманн жена Адама            |
| Беула Коале         | Таусоло Эйти                        |
| Эми Шумер           | Аманда Достер жена Джеймса          |
| Скотт Хэйз          | Майкл Адам Эмори                    |
| Джо Коул            | Уилл Уолтер                         |
| Кейша Касл-Хьюз     | Алея                                |
| Брэд Бейер          | сержант Джеймс Достер муж Аманды    |
| Омар Дорси          | Данте                               |
| Джэйсон Уорнер Смит | секретарь службы по делам ветеранов |
| Кейт Лин Шейл       | Белль                               |

## Производство
12 марта 2013 года было объявлено, что компания DreamWorks приобрела права на съёмки фильма, основанного на романе Дэвида Финкеля «Спасибо за вашу службу». Ожидалось, что режиссёрское кресло займёт Стивен Спилберг. В июне 2013 года сценарист Джейсон Холл был нанят для адаптации романа в фильм.
30 июня 2015 года стало известно, что режиссёром и сценаристом фильма станет Джейсон Холл. 19 августа 2015 года Майлз Теллер вёл переговоры для присоединения к актёрскому составу в роли Адама Шуманна, который возвращается с войны сломленным человеком. 20 октября Хейли Беннетт была утверждена на роль верной жены Адама Шуманна. 2 декабря новозеландский актёр Беула Коале присоединился к актёрскому составу в роли солдата, который считает что война улучшила его жизнь. 7 января 2016 года Скотт Хэйз был выбран на роль солдата, который возвращается домой в стрессовом состоянии и пытается найти свою невесту и дочь, которые его оставили. Джэйсон Уорнер Смит был выбран на роль секретаря службы по делам ветеранов. 9 февраля к фильму присоединились Эми Шумер, Кейша Касл-Хьюз, Брэд Бейер и Омар Дорси. Позже к актёрскому составу присоединилась актриса Кейт Лин Шейл.

### Съёмки
Основные съёмки начались 9 февраля 2016 года в Атланте, штат Джорджия. В марте съёмки проходили в торговом центре Gwinnett Place в Дулуте.

## Критика
Фильм получил положительные отзывы кинокритиков. На сайте Rotten Tomatoes фильм имеет рейтинг 76 % на основе 106 рецензий со средним баллом 6,7 из 10. На сайте Metacritic фильм имеет оценку 68 из 100 на основе 34 рецензий критиков, что соответствует статусу «в целом положительные отзывы». На сайте CinemaScore зрители дали фильму оценку А-, по шкале от A+ до F.